# Munfordville
Munfordville – miasto w Stanach Zjednoczonych, w stanie Kentucky, siedziba administracyjna hrabstwa Hart.